# Hardegg
Hardegg (česky Hardek) je město v okrese Hollabrunn ve Waldviertelu v Dolních Rakousích přímo na česko-rakouské státní hranici, tvořené zde řekou Dyjí, na níž město leží. Žije zde přibližně 1 300 obyvatel.

## Historie

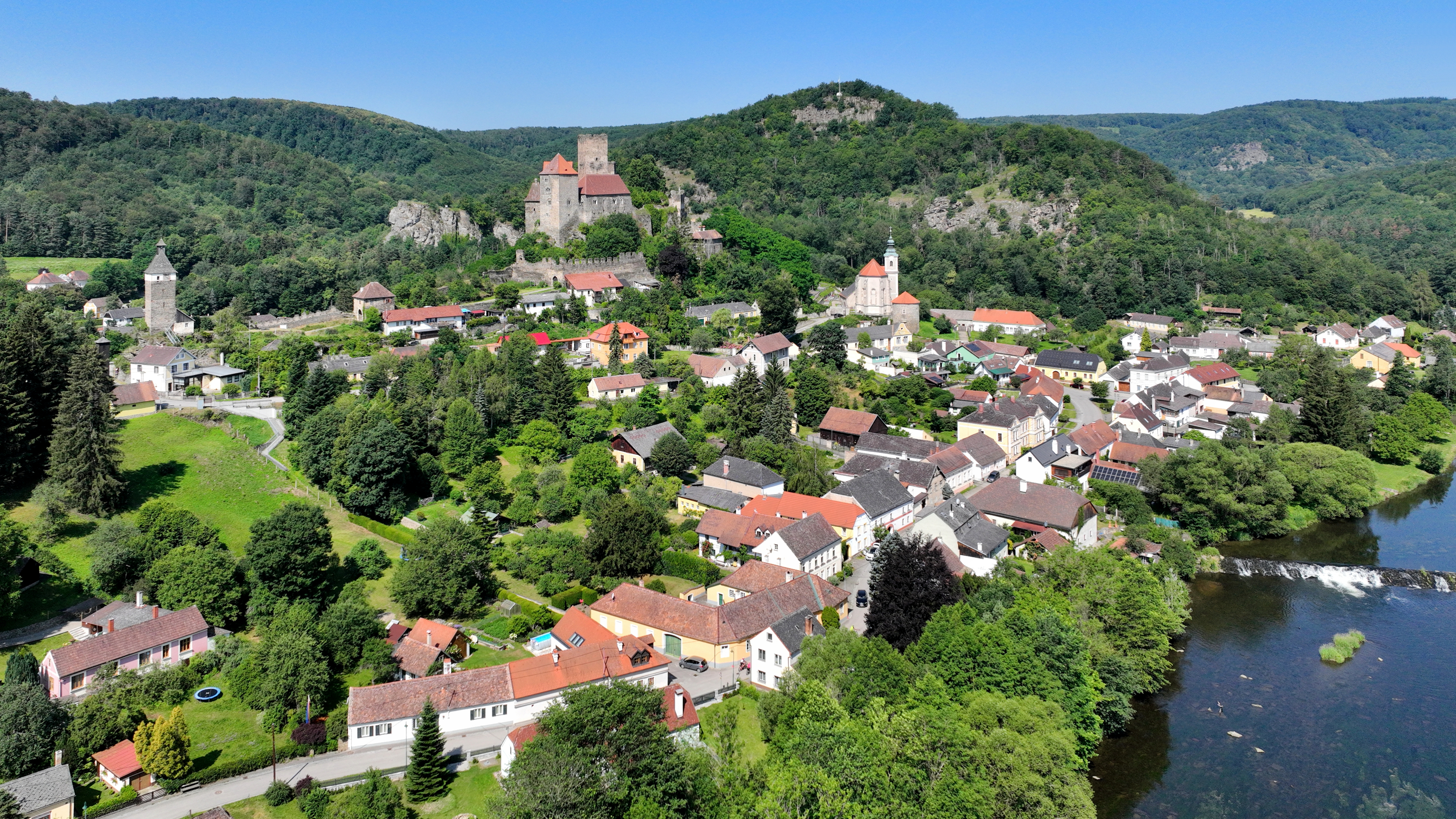
Východní pohled na Hardegg

Město vzniklo jako podhradí hradu Hardek, o němž první zmínka pochází z roku 1145. Název hradu se odvozuje od starohornoněmeckého slova „hard“ – les, „-egg“ – skála, kámen, v přeneseném smyslu pak  „pevný dům v lese“. Hradní páni, kteří postupem času z Hardeku vybudovali jeden z největších hradů v zemi, hráli významnou roli v politických dějinách Rakouska. Městečko bylo centrem řady řemesel – krom jiného výroby sukna – a obchodu, kromě toho se zde vyráběl střelný prach. Velkou konkurenci ovšem znamenalo nedaleké plánovitě založené vinařské město Retz, a Hardek tak postupně ztrácel na významu. V roce 1764 zničil město velký požár; k obnově svých domů použili obyvatelé materiálu (kamene i dřeva) z tehdy již opuštěného hradu.
Nová etapa vývoje města se začala psát koncem 19. století, kdy se z Hardeku stalo letovisko, vyhledávané pro krásné okolí a příjemné klima, možnost koupání a bohatý kulturní program. V roce 1929 byla v Hardeku ubytovací kapacita cca 500 hostinských lůžek. Nepříjemný zásah znamenala výstavba Vranovské přehrady s elektrárnou, neboť při jejím vypouštění klesala teplota vody v Dyji na průměr 10 °C, což naprosto znemožnilo koupání v řece. Definitivní konec cestovního ruchu znamenala 2. světová válka a uzavření hranic s Československem po roce 1948. Hraniční most přes Dyji byl uzavřen, dřevěné desky odstraněny, břehy spojovaly jen holé traverzy; na moravské straně byla hranice ostře hlídána ozbrojenou pohraniční stráží.
Toto období je ve znamení hospodářského úpadku Hardeku. Pro nedostatek pracovních míst začali mladí lidé odcházet do města a zůstali jen staří, kteří nabízeli ubytování v soukromí zájemcům o rybaření na Dyji.

## Demografický vývoj
| Rok  | Počet obyvatel |
| ---- | -------------- |
| 2011 | 1384           |
| 2001 | 1490           |
| 1991 | 1652           |
| 1981 | 1904           |
| 1971 | 2135           |

Až do pádu železné opony bylo město velmi izolované, na moravskou stranu Dyje vedl jediný most do Čížova. I to se odrazilo v klesajícím počtu obyvatel města. Jediným hospodářským faktorem je zde turismus. Nejvyšší počet obyvatel (zaznamenaný od počátku sběru statistických dat) mělo město v roce 1890, a to 3209. Od té doby – vyjma období mezi lety 1939–1951 počet obyvatel stále klesal.

## Členění města
Na území obce se nacházejí katastrální území Felling, Hardegg, Heufurth, Mallersbach, Merkersdorf, Niederfladnitz, Pleißing, Riegersburg, Umlauf a Waschbach.

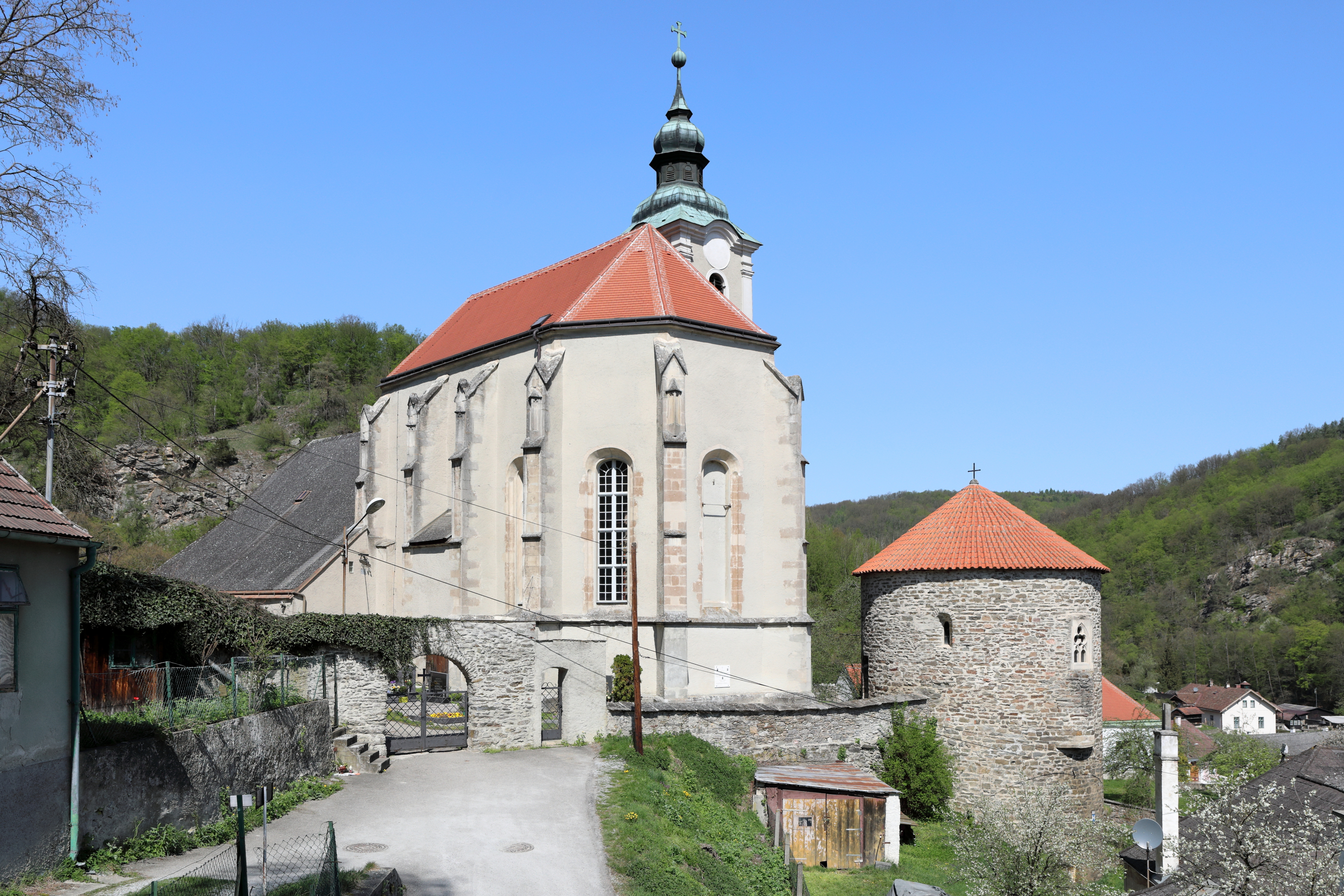
Kostel a kostnice

Katastrální území vlastního Hardeku má pouhých 78 obyvatel, proto bývá Hardek často označován za nejmenší město Rakouska.

## Politika
Starostou města je od roku 2017 Friedrich Schechtner z Rakouské lidové strany, v devatenáctičlenném městském zastupitelstvu byla (v roce 2024) tato strana zastoupena šestnácti křesly, tři křesla obsadila Rakouská sociálně-demokratická strana, další strany zastoupeny nejsou.

## Pamětihodnosti
- Nationalpark Thayatal
- hrad Hardek
- barokní zámek Ruegers v Riegersburgu[3]
- zřícenina hradu Kaja u Merkersdorfu
- cihlové sloupy dřívější šibenice mezi obcemi Niederfladnitz a Oberretzbach
- 6. zastavení Kristkovy podyjské glyptotéky – Ptačí poslání

## Pravidelné akce
- Svátek dýní konaný v Pleissingu vždy koncem října v rámci podobných akcí v celém regionu Retzer Land

## Hospodářství a infrastruktura
V roce 2001 zde bylo 56 nezemědělských pracovišť, podle údajů z roku 1999 108 zemědělských a lesnických podniků. Na katastru Riegersburgu se nachází dřívější těžební závod na dobývání uhlí (Braunkohlentagebau Langau-Riegersburg) a na katastru Fellingu firma RM Austria – Perlmuttdesign, poslední podnik na zpracování perleti v Rakousku.
12. dubna 1990 byl sezónně otevřen hraniční přechod pro pěší, cyklisty a vodáky Hardek – Čížov, od 9. května 2006 je v provozu celoročně v hodinových intervalech. V červnu 2006 následovalo otevření hraničního přechodu Felling – Podmyče pro pěší a cyklisty. Po rozšíření Schengenského prostoru od 21. prosince 2007 lze tuto nyní vnitřní hranici překročit v podstatě kdekoli a kdykoli, pročež není třeba žádných vyznačených hraničních přechodů.
Nejdůležitějším faktorem rozvoje města i celého regionu bylo zřízení Národního parku Thayatal – Podyjí – v oblasti uzavřené nejen návštěvníkům, ale díky železné oponě i stavebním aktivitám, se dochovala nedotčená příroda. Z ochrany přírody město Hardegg nyní těží. Národní park slouží kromě ochrany přírody také odpočinku i vzdělání návštěvníků.

## Čestné občanství
21. května 2001 – Erwin Pröll, politik, dolnorakouský zemský hejtman

## Významní rodáci
- Klement Borový (1838–1897), český katolický teolog
- Freddy Quinn (* 1931), zpěvák a hudebník
- H. C. Artmann (1921–2000), básník a překladatel